# Schisandra perulata
Schisandra perulata är en tvåhjärtbladig växtart som beskrevs av François Gagnepain. Schisandra perulata ingår i släktet Schisandra och familjen Schisandraceae. Inga underarter finns listade.